# Croton suyapensis
Croton suyapensis là một loài thực vật có hoa trong họ Đại kích. Loài này được Ant.Molina mô tả khoa học đầu tiên năm 1951.